# آندریا آندرسون
آندریا آندرسون (انگلیسی: Andrea Anderson؛ زادهٔ ۱۷ سپتامبر ۱۹۷۷) دونده اهل ایالات متحده آمریکا بود.
وی در مسابقات کشوری و بین‌المللی در مجموع برندهٔ ۳ مدال طلا، ۲ مدال نقره شده‌است.